# Distrito de Cascade
Cascade es uno de los veinticinco distritos administrativos de Seychelles, situado en la isla Mahé, la isla principal del país. Bordea la costa del este de la isla y tiene una superficie de tan solo diez kilómetros cuadrados. La población, según el censo del año 2002, es de más de 3400 personas.
Su clima es mayoritariamente cálido con una temperatura promedio de 25 °C por año. Posee veranos lluviosos y prolongados e inviernos cortos y de temperaturas de 20 °C.